# Aleksandr Fajncymmer
Aleksandr Michajłowicz Fajncymmer (ros. Александр Михайлович Файнци́ммер; ur. 31 grudnia 1905 w Jekaterynosławiu (obecnie Dniepr), zm. 21 marca 1982 w Moskwie) – radziecki reżyser filmowy. Zasłużony Działacz Sztuk Białoruskiej SRR (1934).
Od 1922 do 1924 studiował na Wydziale Metalurgicznym Dniepropietrowskiego Instytutu Górniczego, w 1927 ukończył studia na Wydziale Reżyserii GTK (obecnie WGIK), w 1929 został reżyserem studia filmowego Biełgoskino. Od 1940 do 1956 był reżyserem w studiu Lenfilm, a od 1956 w studiu Mosfilm. W 1950 i 1951 otrzymał Nagrodę Państwową ZSRR.
Pochowany na Cmentarzu Wwiedieńskim w Moskwie.

## Wybrana filmografia
- 1934: Car Szaleniec (Porucznik Kiże)
- 1958: Dziewczyna z gitarą